# Longoonops noctucus
Espèce
Synonymes
- Stenoonops noctucus Chickering, 1969

Longoonops noctucus est une espèce d'araignées aranéomorphes de la famille des Oonopidae.

## Distribution
Cette espèce est endémique des îles Vierges. Elle se rencontre dans les îles Vierges des États-Unis à Saint Thomas et à Saint John et dans les îles Vierges britanniques à Tortola.

## Description
Le mâle holotype mesure 1,19 mm et la femelle 1,34 mm. Le mâle décrit par Platnick, Dupérré et Berniker en 2013 mesure 1,28 mm et la femelle 1,47 mm.

## Publication originale
- Chickering, 1969 : The genus Stenoonops (Araneae, Oonopidae) in Panama and the West Indies. Breviora, vol. 339, p. 1-35 (texte intégral).